# Johann Wilhelm von Trautson
Fürst Johann Wilhelm von Trautson (* 5. Januar 1700; † 31. Oktober 1775) war erster und letzter Besitzer des von seinem Vater gestifteten Majorates sowie Landmarschall von Niederösterreich.

## Herkunft
Er war der älteste Sohn des ersten Fürsten Johann Leopold Donat von Trautson und dessen Ehefrau der Gräfin Maria Theresia Ungnad von Weißenwolf. Der Erzbischofs von Wien Johann Joseph von Trautson war sein Bruder.

## Leben
Er erhielt seine sorgfältige Ausbildung und kehrte 1721 von seiner Grand Tour zurück. 1722 ging er in kaiserliche Dienste und wurde im Januar 1722 kaiserlichen Kämmerer. Bereits am 23. November 1722 wurde er zum wirklichen Reichshofrat ernannt.
Er wurde Obersthofmeister des Kaisers, Landmarschall von Niederösterreich und seit 1749 Ritter des goldenen Vlieses.
Er starb als letzter des Mannesstamms seines Geschlechtes.

## Familie
Trautson heiratet am 23. April 1722 die Gräfin Maria Josepha Ungnad von Weißenwolf († 10. März 1730).
Nach dem Tod seiner ersten Frau heiratete er am 19. Oktober 1730 in zweiter Ehe die Fürstin Maria Francisca von Mannsfeld-Fondi (* 28. Dezember 1707; † 29. Januar 1743). 
Anschließend heiratete er 1746 die Freiin Karoline von Hager (1701–1793).
Von seinen Kindern überlebten ihn allein die beiden Töchter:
- Maria Josepha Rosalia (* 25. August 1724; † 10. Mai 1792) ⚭ 1744 Fürst Karl Joseph Anton von Auersperg (* 17. Februar 1720; † 2. Oktober 1800), 5. Fürst
- Anna Maria (* 6. Januar 1743; † 4. Juni 1790) ⚭ 1761 Johann Nepomuk Friedrich Joseph zu Lamberg (* 24. Februar 1737; † 15. Dezember 1797), 4. Fürst zu Lamberg